# Acer laurinum
Acer laurinum Hassk. – gatunek drzewa z rodziny mydleńcowatych (Sapindaceae). W obrębie rodzaju klasyfikowany do sekcji Acer i serii Hyptiocarpa. Występuje naturalnie w Mjanmie, Kambodży, Indiach (Asam), Indonezji, Laosie (Khammouan), Malezji, Nepalu, Tajlandii oraz na Filipinach. Rośnie w wiecznie zielonych lasach podzwrotnikowych, zarówno pojedynczo, jak i w skupiskach.

## Morfologia
PokrójDrzewo dorasta do 40 m wysokości. Pień jest prosty. Kora jest łuskowata i czerwono-brązowa.
LiścieLiście niepodzielone, gładkie, naprzeciwległe, eliptyczne.